# ブリーラム駅
ブリーラム駅（ブリーラムえき、タイ語:สถานีรถไฟบุรีรัมย์）は、タイ王国東北部ブリーラム県ムアンブリーラム郡にある、タイ国有鉄道東北線・南線の駅である。

## 概要
ブリーラム駅は、タイ王国東北部ブリーラム県の県庁所在地であり人口21万人が暮らすムアンブリーラム郡にあるタイ国有鉄道東北線・南線の駅である。ブリーラムとは、タイ語で「楽しい街」という意味である。町の中心部に位置する為、利便性が良い。駅の正面側（南側）が、市街地である。
クルンテープ駅376.02km地点に位置し、特急列車利用で6時間程度である。1等駅であり1日に26本（13往復）の列車が発着しその内訳は、特急1往復、急行3往復、快速5往復、普通4往復である。

## 歴史
タイ最初の官営鉄道であるクルンテープ駅（クルンテープ駅）-アユタヤ駅間が1897年3月26日に開業した。1900年12月21日に当初の計画のナコンラチャシーマまで開通し、そのしばらく後にウボンラーチャターニーまで路線を延長する事になり、1925年4月1日に当駅が開業した。開業後1年程は終着駅であったが、1926年5月1日にスリン駅まで開通した事により中間駅となった。
- 1897年3月26日 【開業】クルンテープ駅 - アユタヤ駅 (71.08km)
- 1897年5月1日 【開業】アユタヤ駅 - ケンコーイ駅 (54.02km)
- 1898年3月3日 【開業】ケンコーイ駅 - ムワックレック駅 (27.20km)
- 1899年5月25日 【開業】ムワックレック駅 - パークチョン駅 (27.63km)
- 1900年12月21日 【開業】パークチョン駅 - ナコンラチャシーマ駅 (83.72km)
- 1922年5月1日 【開業】ナコンラチャシマー駅 - ターチャン駅 (21.75km)
- 1925年4月1日 【開業】ターチャン駅 - ブリーラム駅 (90.62km)
- 1926年5月1日 【開業】ブリーラム駅 - スリン駅 (43.73km)

## 駅構造
単式及び島式1面の複合型ホーム2面2線をもつ地上駅であり、駅舎はホームに面している。

## 駅周辺
- 駅の反対側（北側）に、退役した5両(C.G.150032,C.G.150246,C.G.150254,C.G.150294,C.G.150323)の有蓋車（貨車）を利用した図書館がある。塗装は現役時代と異なり、青色地に黄色帯である。
- ブリーラムバスターミナル(1.7km)
- ニュー・アイモバイル・スタジアム（ブリーラム・ユナイテッドFCのホームスタジアム）(5km)
- チャーン・インターナショナル・サーキット (MotoGP 開催サーキット[3]）(5km)